# 진보정치연합
진보정치연합은 노회찬, 조승수 등의 민중당 재건파를 주축으로 1997년 2월 26일에 창당한 대한민국의 진보정당이다. 진보정치와 진보적인 민주주의를 표방하는 정당이었으며 1997년 대선을 앞두고 건설국민승리21 창당에 합류하면서 자동적으로 소멸되었다.